# Cserhalmi Mihály
Cserhalmi Mihály (1924 – Adelaide, 2011. március 31.) labdarúgó, kapus. A Szegedi Petőfi, a Szegedi Haladás egykori játékosa.

## Pályafutása
A Szegedi AK csapatában kezdte a labdarúgást. 1953-ig ebben a csapatban illetve jogutódjaiban a Szegedi SZMTE és a Szegedi Petőfi együtteseiben védett. 1954 és 1956 között a Szegedi Haladás játékosa volt. 1956-os forradalom leverése után elhagyta az országot és Ausztráliában telepedett le.